# Russikon
Russikon est une commune suisse du canton de Zurich, située dans le district de Pfäffikon.

Photo aérienne prise à 200 m par Walter Mittelholzer (1920).